# Стана Томашевић
Стана Томашевић Арнесен (Бар, 28. април 1921 — Београд, 29. јул 1983) била је учесница Народноослободилачке борбе, друштвено-политичка радница СР Црне Горе и СФРЈ и прва жена амбасадор СФР Југославије.

## Биографија
Рођена је 28. априла 1921. године у Бару. Њен отац Петар Томашевић је био службеник, па се због очеве честе промене службе, школовала у различитим местима. Године 1929. њена породица се колонизовала на Косову и Метохији. Учитељску школу је похађала у Косовској Митровици, Цетињу и Сарајеву, а од августа 1940. године је радила као учитељица у селу Вруља, код Пљеваља, где је затекао почетак Другог светског рата.
Након окупација Југославије, 1941. године заједно са братом Душаном се укључила у Народноослободилачки покрет (НОП) и јула 1941. године је примљена у чланство Комунистичке партије Југославије (КПЈ). Борила се најпре у партизанском батаљону „Јован Томашевић”, а потом у Четвртој пролетерској црногорској ударној бригади. Била је једна од првих жена-бораца које су се налазиле на функцији политичког комесара, а касније се налазила на другим политичким функцијама — члана Бироа Месног комитета КПЈ за Цетиње, члана Среског комитета КПЈ за Боку Которску, члана Политиодела бригаде, секретара Покрајинског комитета СКОЈ-а за Црну Гору и члана Бироа Покрајинског комитета КПЈ за Црну Гору. Активно је радила на организовању омладине и њеном укључивању у Народноослободилачку борбу, као и на организовању Уједињеног савеза антифашистичке омладине Југославије (УСАОЈ).
Била је већник Антифашистичког већа народног ослобођења Југославије (АВНОЈ) и делегат на Другом конгресу УСАОЈ-а, маја 1944. године у Дрвару, када је отворила овај Конгрес. Током боравка у ослобођеном Дрвару, који је тада био центар ослобођене територије Југославије, Стана је била позвана на пријем у Штаб британске војне мисије при НОВЈ, који је организовао Рандолф Черчил, син британског премијера Винстона Черчила. Тада је фотографисао британски ратни фотограф Џон Талбот и њена фотографија се појавила у иностраној штампи, па је Стана брзо постала један од симбола југословенског партизанског антифашизма. Њене фотографије појавиле су се у совјетској штампи, па чак и у мексичкој. Фотографија са Станиним ликом налазила се на летку с позивом омладини Европе да следи пример омладине Југославије, који су енглески авиони бацали изнад окупираних земља. Овај летак инспирисао је норвешког сликара Арнеа Таралдсена и на основу њеног лика је направио пропагандни антифашистички летак норвешког покрета отпора.

### Послератни период
Завршетак рата је дочекала у Београду. Била је болесна и исцрпљена, па је извесно време провела на болничком лечењу. Тада јој је грешком, недовољно оспособљеног медицинског особља, трансфузијом дата крв зараженог даваоца, што је изазвало тешко обољење, од чијих ће компликација касније добити рак јетре, од кога је и умрла у 62. години живота. Након оздрављења била је члан Бироа Централног комитета Савеза комунистичке омладине Југославије и потом Народне омладине Југославије. Године 1954. је у Београду завршила Филозофски факултет, након чега је обављала бројне важне друштвено-политичке функције. Од 1949. до 1958. године је била начелница за школство у Агитпропу Централног комитету КПЈ, а од 1958. до 1963. године је била помоћник Савезног секретара за рад и радне односе ФНРЈ, Моме Марковића.
Године 1963. на предлог председника СФРЈ Јосипа Броза Тита прешла је у дипломатску службу и постала је амбасадор СФРЈ у Норвешкој. Стана је тада постала прва жена амбасадор у историји југословенске дипломатије. До 1967. године се налазила на служби у Норвешкој и Исланду, а након повратка у земљу била је бирана за народног посланика Савезне скупштине СФРЈ и била је председница Одбора за спољну политику Већа народа. Пошто је током службе у Ослу Стана стекла велики број пријатеља и постигла завидан углед, 1973. године је била једна од главних личности која је водила кампању да Тито добије Нобелову награду за мир. Од 1974. до 1978. године је била на дужности амбасадора у Данској. По повратку у Југославију, налазила се на функцији председника Савезног већа Скупштине СФРЈ. Била је бирана за члана Централног комитета Савеза комуниста Црне Горе, а налазила се и на функцији председника Комисије за неговање револуционарних традиција Савезног одбора Социјалистичког савеза радног народа Југославије (ССРНЈ).
Умрла је у 29. јула 1983. у Београду и сахрањена је у Алеји народних хероја на београдском Новом гробљу.
Читава њена породица је учествовала у Народноослободилачком рату (НОР), а брата Душка су убили четници. Њен брат Небојша Бато Томашевић (1929—2017), био је дипломата и публициста. Била је удата за норвешког редитеља Еугена Арнесена, који је преминуо 1969. године.
Носилац је Партизанске споменице 1941. и других страних и југословенских одликовања, међу којима су Орден братства и јединства првог реда, Орден Републике другог реда, Орден за храброст и др.
Једна улица у подгоричком насељу Забјело носи њено име.